# Sawocangkring
Sawocangkring is een bestuurslaag in het regentschap Sidoarjo van de provincie Oost-Java, Indonesië. Sawocangkring telt 4158 inwoners (volkstelling 2010).